# Rami Gershon
Pour les articles homonymes, voir Gershon.
Rami Gershon (en hébreu : רמי גרשון), né le 12 août 1988 à Rishon LeZion, est un footballeur international israélien, qui joue au poste de défenseur central au Maccabi Haïfa.

## Biographie

### En club
Il commence sa carrière au Hapoël Ironi Rishon LeZion et le 28 août 2009, il est prêté au Standard de Liège après y avoir passé des tests. Ce prêt est suivi d'un transfert définitif.
Il est prêté au KV Courtrai pour une durée d'un an et demi lors de la saison 2010-2011 et la première partie de la saison 2011-2012. En janvier 2013, il est à nouveau prêté, cette fois au Celtic FC.

### En équipe nationale
Il joue pour la première fois pour l'équipe d'Israël de football en octobre 2010.

## Palmarès
- Celtic FC
  - Championnat d'Écosse
    - Vainqueur : 2013

  - Coupe d'Écosse
    - Vainqueur : Coupe d'Écosse : 2013

- La Gantoise
  - Championnat de Belgique
    - Vainqueur :  2015